# 雷纳托·西蒙尼

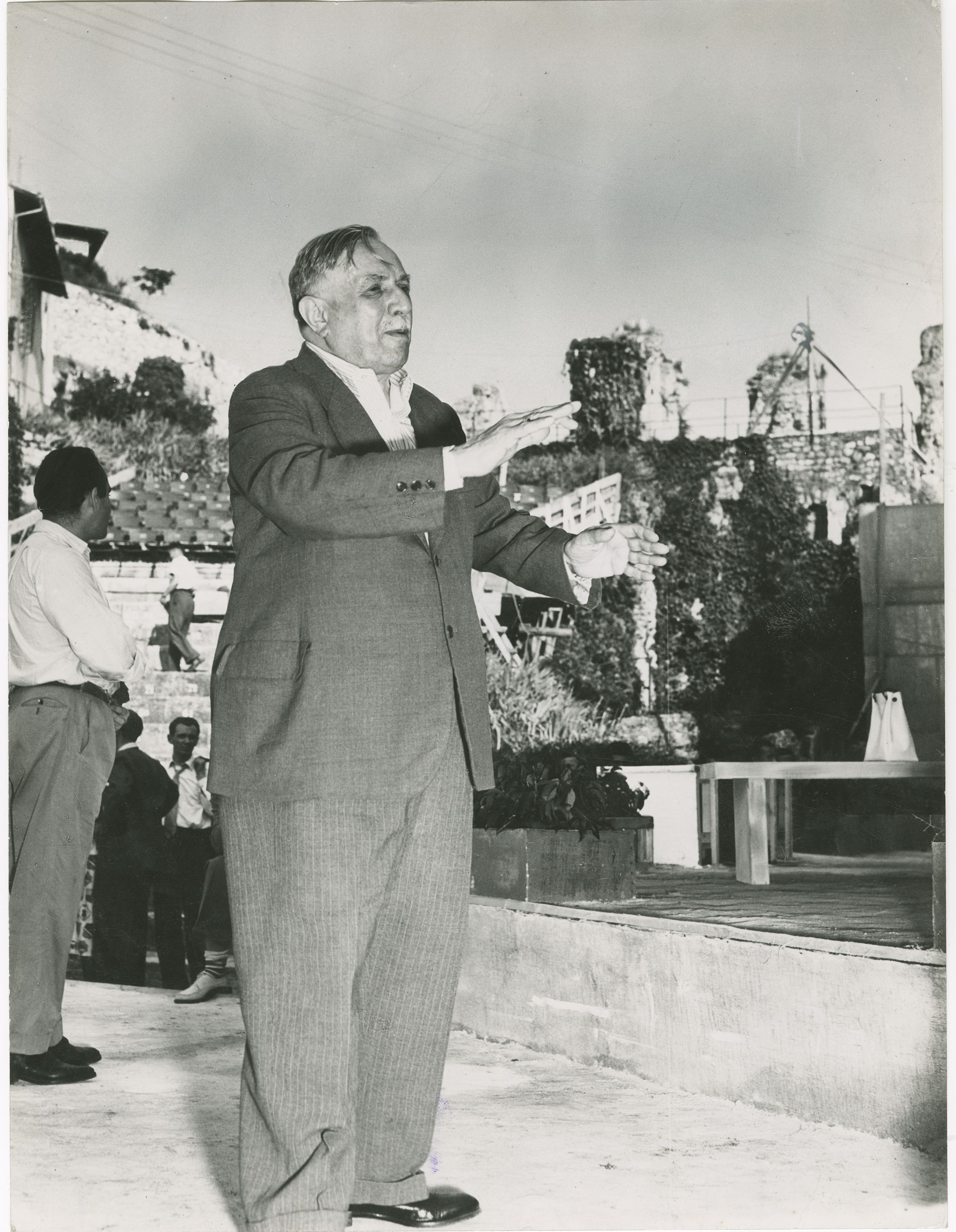
雷纳托·西蒙尼

雷纳托·西蒙尼（1875年9月5日- 1952年7月5日）是一位意大利记者、剧作家和戏剧评论家，曾与朱塞佩·阿达米一同編寫贾科莫·普契尼的歌剧杜蘭朵的劇本。
1958年，维罗纳设立“雷纳托·西蒙尼”奖。该奖项于每年7月5日頒發，而且主要颁发给戏剧表演以及幕後創作的艺术家。